# Anthophora bogutensis
Anthophora bogutensis là một loài Hymenoptera trong họ Apidae. Loài này được Mariskovskaya mô tả khoa học năm 1976.